# Cytaea rubra
Cytaea rubra är en spindelart som först beskrevs av Charles Athanase Walckenaer 1837.  Cytaea rubra ingår i släktet Cytaea och familjen hoppspindlar. Inga underarter finns listade i Catalogue of Life.